# Xylota abiens
Xylota abiens (лат.) — вид мух-журчалок из рода наствольниц.

## Описание
Длина крыла 6-8,25 мм. Брюшко чёрное с желтыми пятнами.

## Биология
Личинки развиваются под корой ослабленных деревьев сосны обыкновенной или разлагающихся пнях бука. Имаго встречается в литвенных лесах, питается на цветках падуба, лютика, малины, бузины.

## Распространение
Вид встречается в Западной Европе от Великобритании и Дании до Пиренеев, в европейской части России, на Кавказе, Сибири, Казахстане и на Дальнем востоке России.